# まちづくりエージェント SIDE BEACH CITY.
特定非営利活動法人まちづくりエージェント SIDE BEACH CITY.（さいどびーちしてぃ、英語: NPO Re:al city Agent SIDE BEACH CITY.、略称: SBC.）は、横浜市を主な拠点として活動するまちづくり団体である。

## 概要
この法人は、広く一般市民を対象として、IT化の支援及びITの活用を通して情報化社会の発展を図るとともに、地域における社会的課題を解決するための人、モノ、資金、情報、技術、つながりをはじめとした各種資源の交流を支援する活動を行う。また、地域におけるまちづくり及び経済活動の活性化を図り、広く公益に寄与することを目的としている。

## 事業内容
情報技術支援事業、中間支援事業、まちづくり支援活動の3つの事業を行う。

### 情報技術支援事業
デジタル機器の利活用に関する講座、プログラミングの活用・必要な知識取得に関する講座の実施や基礎を学ぶ親子向けワークショップ及び宇宙征服を大義として、プログラミング用教育ツールScratch、Viscuit、CODE.orgを使用した出前授業の実施、スマートフォンの高齢者向け教室などを行う。また、横浜市の入札事業者として事務・業務の委託の研修の入札資格を有する。

### 中間支援事業
様々な団体の抱える課題に対するIT支援を行う他、個人情報の取扱い方法の講座の実施。他には、自社の提携先に対する事案ごとの協力や活動の実務的な応援を実施。福島の復興支援として、鎮魂コンサート及び関連したイベントに協力団体として参加している。

### まちづくり支援活動
任意団体の時代からの踏襲で、街の瑕疵や改善点を発見し、議会や行政に改善要求ないし提案する活動を展開。また、主に横浜市に関するあらゆる情報をオープンデータ化したり、これを推進及び活用することで、まちづくりを間接支援している。

## 会員及び活動拠点
法人として多数の会員を抱えつつ、複数拠点型としている。

### 役員
- 代表理事：山口良介[12]
- 副理事：志田健一 - 創立者
- 理事：高見知英
- 監事：簡憲幸[13]

### 会員・関係者
- 理事・一般会員　15名
- 一般賛助会員　10名
- 法人会員　7社
- 法人賛助会員　6社
- エージェント　39名

合計　64名・13社（2021年2月現在）

### エージェント制度
法人として独自に「エージェント制度」を設けている。エージェントとは、個人正会員、個人賛助会員、団体・法人賛助会員、団体・法人賛助会員に以外にメンバー登録した人員としている。

### 活動拠点
法人登記している神奈川県横浜市中区のシェアオフィスを本拠地とし、同市緑区に第2事務所、東京都新宿区に出張所を構えている。また、横浜市各区の市民活動支援センター或いは福島県の施設などにも団体登録し、20箇所以上の拠点を利用できる状態となっている。その他、貸し切りによるイベントや勉強会などで利用できる拠点も多数存在し、共催案件では過去2回WeWorkでイベントを開催した事例もある。

## 活動内容
法人としての3つの事業に関連し、様々な活動を展開している。

### 形態別活動内容
団体参加型の活動として、開港5都市景観まちづくり会議では運営メンバー、Space Apps Challenge東京ではスポンサーにそれぞれ参加。また、共催及び協力型の活動として、まちのゴミ拾いコミュニティイベント、ハマブラとの共催によるまちあるきの実施。提携型の活動として、過去には株式会社MJCとのコミュニティパートナーで地域仮想通貨 SIDE BEACH COIN.の開発を進めた他、ブレストウォーズ 恋する標準治療！等のプロジェクトに関わっている。

### SBC.ブランドによる活動
- SBCast.（えすびーきゃすと）

ポッドキャストを使った音声配信事業。
- SIDE BEACH COFFEE.（さいどびーちこーひー）

1日限定のカフェイベント。過去7回開催。
- SBCamp.（えすびーきゃんぷ）

定期的に開催するテック系勉強会。
- Social Base Coworking.（そーしゃるべーすこわーきんぐ）

場所を選ばずにコワーキング・スペース化する1日限定のイベント。基本的には、野良ITの事業との組み合わせによる分散型コワーキングSocial Base Coworking. × 野良ITを実施。
- Social Branding Collections.（そーしゃるぶらんでぃんぐこれくしょんず）

自社の中間支援とネットショップによる販売チャネルを組み合わせた協働型事業。地域にいる主にデザイナーやクリエイターなどの手掛けるプロダクトを取り扱うことを前提とし、販売代理の他、技術支援等の行う。
- SIDE BEACH CLEAN.（さいどびーちくりーん）

逗子海岸のビーチクリーン活動。特定非営利活動法人iPledgeとの合同プロジェクト。
- SIDE BEACH COIN.（さいどびーちこいん）

独自に発行し、運営している地域仮想通貨に関する活動。
- SOCIAL BBQ CONSORTIUM.（そーしゃるばーべきゅーこんそーしあむ）

シェアハウスの廃材を使ったエシカルを考えるBBQイベント。
- SIDE BEACH CLUB.（さーどびーちくらぶ）

Clubhouseに設置したトークルームを使った活動。
- SBC.'s SDGs（えすびーしーずえすでぃーじーず）

SDGsの啓蒙及びそれに関連した一連の事業。

### SBC.ブランドではない活動
- 地域イノベイター会議

地域で活躍するイノベイターによる代表者会議。
- Facelook（ふぇいするっく）

スタートアップ系の起業家などを講師とした勉強会。2019年からはSDGsの目標を毎回テーマに勉強会を開催している。
- ソーシャル女子☆ゆりり会（そーしゃるじょしゆりりかい）

地域で活動する女子を集めた女子会。既存の会を0円で買収したもの。
- シン・茶和話の会（しん・さわわのかい）

さすらいのお茶淹れ師をファシリテーターとしたお茶会。
- 野良IT（のらあいてぃ）

屋外でのコワーキング活動及びハッカソン。

### SBC.法人内ベンチャー/特務機関
NPOでは珍しく社内ベンチャーないし特務機関を有し、分野ごとに活動内容を確立している。
- SBC. X lab（えすびーしーえっくすらぼ）

ソーシャル分野における研究と活動を行う機関。各種活動に役立てるフード、ドリンク、ツールなどを開発し、提供。また、Space Apps Challengeにチーム参加する際には、Kenichi Shida by SBC. X labとしている。こちらのチームは、2018年と2019年に受賞歴がある。特別開催されたCOVID-19Challengeからは3人以上のメンバーとしてチームビルディング。また、SBC. X 憲章を制定し、ホームページ上に公開している。
- black bird（ぶらっくばーど）

地域課題の発見と解決を行う機関。街の清掃活動する団体グリーンバードを意識し、またカラスが獲物を捕獲するイメージに基づいた名称としている。通常の清掃活動で対応できない案件に対応する。例えば、放置自転車や違法に貼付された選挙ポスターの対応など、基本的には行政に通報し、改善を求めることを大きな役割としている。
- STDs研究会（えすてぃーでぃーずけんきゅうかい）

神奈川県横浜市都筑区をフィールドに研究・活動する機関。「STDs7つの開発」項目・25のターゲットを構成したテーマ型の活動や地域課題などに対応するソリューション型の活動を展開。地域においては任意団体の扱いであり、都筑区民活動新センターに団体登録をしている。
- Code for Hodogaya（こーどふぉーほどがや）

法人内に結成したプロジェクトチーム。テーマ型とソリューション型の両方から地域住民に貢献することやICTとGREENによって保土ケ谷をバージョンアップさせることを目的としている。また、令和2年度のヨコハマ市民まち普請事業の一次コンテストにエントリーし、独自案を発表。また、Code for Japanのブリゲードの一員である。
- ソーシャルレーベル shidax trax

組織内から対外的に発信する音楽関連プロジェクト。現在、DJ Ryuが所属している。

### アライアンス
様々な団体・コミュニティとの提携や複数社でのアライアンスを形成している。各種イベント及びセミナーなどを共催・協力する体制により活動の幅を広げている他、自社をハブとして機能させることによりフューチャーセッションを実行している。

### SDGs
SDGsに取り組み、関係先との社会貢献を協働できる態勢を整える。かながわSDGsパートナーの団体登録認証を受けている他、かながわプラごみゼロ宣言の賛同団体認証も受けている。ヨコハマSDGsデザインセンターの参画団体や地方創生SDGs官民連携プラットフォームに団体登録されている。SDGsに関しては、任意団体の直前から取り組みはじめ、その後、いち早くオープンデータ化を進めた。SDGsに関する勉強会を実施している中、コロナ禍になったため事業の再構築を図り、2021年からはSBC.’s SDGsという新しい取り組みをスタートさせた。

### SIDE BEACH CITY.8大構想
Minatomirainnovation – Kannainovation 1.44km構想、横浜ZASSOプロジェクト、女性と子ども支援、アイカサ横浜プロジェクト、特殊詐欺」防犯啓発イベント！横浜市全18区で実施！計画など8つの構想及び広域プロジェクトをSIDE BEACH CITY.8大構想
の枠としている。各構想及び広域プロジェクトでは、自社メンバーが中核として様々な支援を実施する。

## コンセプト
横浜市を英語でSIDE（＝横）、BEACH（＝浜）、CITY（＝市）と表現し、法人名に「SIDE BEACH CITY.」を採用し、略称を「SBC.」としている。横浜のイメージカラーとして3色の青色を採用し、ロゴを始め、WEBサイト、名刺、配布物などに使用。ロゴの場合は「S」C100%・PANTONE Proxess Cyan、「B」C100%+M50%・PANTONE286、「C」C100%+M100%+K40%・PANTONE2755、「.」「文字」K100%となる。

### 彩戸みさね
彩戸みさね（Misane Ayado）は、自社ブランドにおけるオリジナルキャラクターである。デザインは、セーラーをベースとし、スタイリッシュな横浜を再現したもの。また、横浜らしさを出すために自社のコーポレートカラーである3色の青色を使用している他、あかいくつを履いた女性としている。名前の由来は「さいどびいち」の漢字表記「彩戸美壱」からきている。

## 沿革
- 1995年、任意団体設立以前、自然発生的に神奈川県横浜市保土ケ谷区で活動開始[27]
- 2000年4月、提言・提案活動を開始
- 2002年5月、創立者による「Side Beach City」という造語と関連したデザインプロジェクトを開始
- 2004年8月、創立者の呼びかけに応じて5人のメンバーでSBC.エージェントを結成
- 2007年3月、創立者の執筆した論文において「SIDE BEACH CITY.構想」を発表
- 2009年7月、創立者及び有志の協力により任意団体として創設
- 2011年3月、当時の代表宅を限定開放し、活動拠点とする
- 2012年7月、ほどがや市民活動センターの意見交換会に初参加
- 2014年6月、ソーシャルなアイデアソン「飲み会議 in恵比寿」初開催
- 2015年3月、2ヶ月限定でWorld Lounge Shinjukuに入居
- 2015年8月、プログラミングワークショップ（神奈川県横浜市緑区）初開催
- 2016年6月、第1回地域イノベイター会議『かたびらサミット』開催
- 2017年8月、第2回地域イノベイター会議『ほどがやサミット』開催[28]
- 2017年12月20日、特定非営利活動法人設立
- 2017年12月23日、しぇあひるずヨコハマにて設立記念パーティー開催[29]
- 2018年3月、平成29年度第5回ティー・ミーティングに選ばれ横浜市林文子市長と面会[30]
- 2018年11月、横浜家系ラーメン研究会と提携[31]
- 2019年1月、PCN横浜と提携[32]
- 2019年2月、RCE yokohama 若者連盟と連携
- 2019年4月、かながわSDGｓパートナーに登録団体として認定[33]
- 2019年5月、かながわプラごみゼロ宣言に登録団体として認定[34]
- 2019年7月、創設10周年を迎える
- 2020年1月、第3回地域イノベイター会議『みなとみらいサミット』開催
- 2020年2月、東京大学グリーンICTプロジェクトにオブザーバーとして加盟
- 2020年5月、地方創生SDGs官民連携プラットフォームに団体として加盟
- 2020年10月、横浜18区ブランディングプロジェクトがマリノス応援ショップに参加[35]
- 2021年2月、内部組織のCode for Hodogayaが関与したチャレンジ!!オープンガバナンスのハッカソンで銀賞を受賞
- 2022年5月、「Side Beach City」誕生20周年を迎える

### 任意団体設立以前の時代
沿革にある通り1995年から自然発生的に活動が始まったとされるが、諸説ある。創立者の証言によると、地域において発生した問題に対応するための行動を1994年に開始しており、その頃には既にグループを形成した上での街歩きや丘陵地の独自調査を開始している。また、2004年にSBC.エージェントを結成した際には、Adobe Dreamweaverを使って制作した公式ウェブサイトを公開している。

### 任意団体設立後
初期の頃は特殊任務と呼ばれる活動を開始していた。後述するが、噂レベルではあるものの若干の疑惑を発生させている。

## 事件
任意団体設立以前の活動において、偶然にも横浜市立保土ケ谷小学校の不祥事を特定してしまい、学校側から嫌がらせを受けることとなる。この事実は「Xファイル事件」と名付けられ、創立者が横浜100人カイギで登壇した際に暴露している。また、保土ケ谷駅周辺の駐輪場建設計画の際には、調査活動する創立者に対し、特定の地域住民から嫌がらせを受ける事件が発生。しかし、これが原因で任意団体を設立する契機となった。尚、本件については都内で行われたセミナーや特別講座において創立者が暴露している。その他、クラウドファンディングを実施した際には、ネガティブな情報を垂れ流す者が現れたり、開催期間中盤頃にもかかわらず国際的社会奉仕団体の一部メンバーに反対されたりする事件が発生している。このような類の批判や攻撃を受けることは決して少ないとはいえないが、その度に組織が強固になってきているとの見方が強い。

### 疑惑
2008年頃に横浜市内の商店街に突如できたポップアップストアに対して、消費者保護の観点から問題ある地域の要因と判断し、合法的手段ではあるが排除した疑惑がある。また、駅前で勧誘活動していた教団を調査するために集会に潜入したり、行政から聞き出した入札の有資格者に突撃訪問したりするなどの疑惑がある。

### 批判
SIDE BEACH COIN.に特定のクラウドファンディングへの協賛機能を試験運用した際に当該プロジェクトの関係者からの批判が続出した。この機能は、僅かな金額及び一部の人を対象とした試験運用であったが、仮想通貨の理解を十分に得られていなかったため、結果的に抗弁できなかった。この対応として、代表理事が関係者会議に出席し、正式に謝罪する事態にまで発展した。また、活動内容は多岐に渡り、関与する事案も多数存在することから、理解不足を原因とした批判や脅威を感じる人物・団体からの批判が生じる傾向がある。批判の中には、一方的かつヒステリックに騒ぎ立てられる内容が含まれるが、事を荒立てないスタンスは厳守されているため、ごく短期間で解決している可能性がある。

## 逸話
略称の「SBC.」にはドットが付き、スターバックス（英:Starbucks Corporation）、ソフトバンク（英：SoftBank Corp.）、湘南美容クリニックなどのSBCと区別を付けられる様にしている。尚、略称を使う理由は法人名が長いことと、SBC.ブランドを展開することの2つが挙げられる。正式名称の誤字・誤認は日常茶飯事で、例えば「ベイサイドシティ」「ものづくりエージェント」或いは「サイドビジネスシティ」といったものまで様々。
また、中間支援において水生生物を取り扱う他、宇宙関連にも携わっていることから「ミジンコから宇宙まで」と言う表現を使うことがある。